# Hopton (Derbyshire)
Pour les articles homonymes, voir Hopton.
Hopton est un village du Derbyshire en Angleterre.

## Géographie
Il est situé à 3 km de Wirksworth et est adjacent à Carsington. Hopton se trouve juste à côté de la route principale B5035 d'Ashbourne à Wirksworth, à l'extrémité nord du Carsington Water (en).

## Histoire
La découverte d'une hache acheuléenne du Paléolithique moyen à proximité donne la preuve de présence humaine lors de la période interglaciaire. 
Hopton est mentionné pour la première fois dans le Domesday Book en 1086 sous le nom de berewick (ferme de soutien) de la ville et du manoir de Wirksworth et ses deux principales industries de l'Antiquité sont l'agriculture et l'extraction du plomb.
Le village était le fief de la famille Gell depuis 1327. Ses membres avaient de vastes propriétés minières de plomb dans la région de Wirksworth et vivaient à Hopton Hall. 